# Hengshan (Yulin)

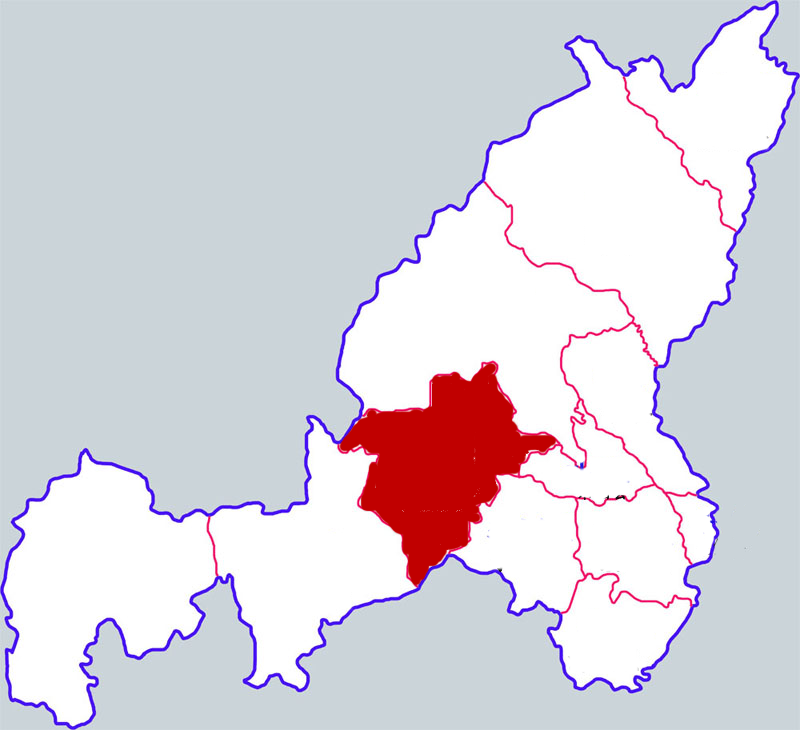
Lage des Kreises Hengshan dem Gebiet der bezirksfreien Stadt Yulin

Hengshan (横山区,  Héngshān Qū) ist ein Stadtbezirk der bezirksfreien Stadt Yulin im Norden der Provinz Shaanxi in der Volksrepublik China. Er hat eine Fläche von 4.299 km² bei einer Nord-Süd-Ausdehnung von etwa 100 km und einer Ost-West-Ausdehnung von etwa 96 km. Die Einwohnerzahl beträgt 283.918 (Stand: Zensus 2020). Am Jahresende 2012 zählte er 370.800 registrierte Einwohner und 289.500 ansässige Einwohner. Sein Hauptort ist das Straßenviertel Hengshan (横山街道). Hengshan grenzt an Yuyang im Norden, Mizhi im Osten, Zizhou im Südosten, Zichang im Süden, Jingbian im Südwesten sowie an den Uxin-Banner im Nordwesten.
Die Jahresdurchschnittstemperatur liegt bei 8,6 °C, der Jahresniederschlag bei 397 mm. Das Gebiet von Hengshan liegt im Süden der Mu-Us-Wüste und wird von Teilen der Chinesischen Mauer aus der Ming-Dynastie sowie dem Wuding-Fluss und seinen Zuflüssen Lu und Dali durchzogen.
Hengshan liegt an der Eisenbahnstrecke Shenmu–Yan’an. Die Autobahnen Qingdao–Yinchuan (G20) und Baotou–Maoming (G65) sowie die Nationalstraße 307 und die Provinzstraße 204 führen durch Hengshan.
Hengshan verfügt über Vorkommen von Kohle, Kaolinit, Ton, Eisenerz und Quarz.
Im Bezirksgebiet liegen die Ruinen der alten Stadt Yinzhou (银州故城, Yínzhōu gù chéng) aus der Zeit der Qin-, Han- und Tang-Dynastie, und in der Großgemeinde Tawan (塔湾镇) befindet sich die Yuan-zeitliche Hongmen-Pagode (鸿门寺塔, Hóngmén sì tǎ), die seit 2013 auf der Liste der Denkmäler der Volksrepublik China stehen. Darüber hinaus befinden sich Abschnitte der Chinesischen Mauer aus der Ming-Dynastie, die befestigte Stadt Boluo, der Berg Wulong Shan und die Wulong-Höhle auf dem Gebiet von Hengshan.

## Administrative Gliederung
Auf Gemeindeebene setzt sich der Kreis aus einem Straßenviertel und 13 Großgemeinden  zusammen. Diese sind:
- Straßenviertel Hengshan 横山街道
- Großgemeinde Shiwan (石湾镇)
- Großgemeinde Gaozhen (高镇镇)
- Großgemeinde Wuzhen (武镇镇)
- Großgemeinde Dangcha (党岔镇)
- Großgemeinde Xiangshui (响水镇)
- Großgemeinde Boluo (波罗镇)
- Großgemeinde Dianshi (殿市镇)
- Großgemeinde Tawan (塔湾镇)
- Großgemeinde Zhaoshipan (赵石畔镇)
- Großgemeinde Weijialou (魏家楼镇)
- Großgemeinde Baijie (白界镇)
- Großgemeinde Hancha (韩岔镇)
- Großgemeinde Leilongwan (雷龙湾镇)